# Rudolf Wöhrl SE
Die Rudolf Wöhrl SE ist ein deutsches Bekleidungsunternehmen mit Hauptsitz in Nürnberg, das 1933 von Rudolf Wöhrl gegründet wurde. Die Wöhrl Unternehmensgruppe verfügt über ungefähr 30 Standorte, vorwiegend im süddeutschen Raum. 

## Geschichte
1933 gründete Rudolf Wöhrl ein Geschäft für Herren- und Knabenbekleidung, das er Zetka (Zuverlässige Kleidung) nannte. Bei den Luftangriffen auf Nürnberg am 2. Januar 1945 wurde das Wöhrl-Geschäftshaus völlig zerstört. In Roth bei Nürnberg startete Wöhrl mit seiner Frau Berta erneut – aus Uniformen, Decken und Zeltplanen ließ er Anzüge, Mäntel und Hosen herstellen. 1949 begründete er am Weißen Turm in Nürnberg zunächst auf 60 Quadratmetern das Stammhaus, das heute als „Wöhrl-City“ eines der größten Mode- und Sporthäuser in Deutschland ist.

Außenfassade WÖHRL Haus Nürnberg

In den 1950er Jahren eröffnete Wöhrl Filialen in Regensburg und Erlangen. In den folgenden Jahren expandierte das Geschäft weiter. 1970 übertrug Wöhrl das Unternehmen an seine Söhne Hans Rudolf Wöhrl und Gerhard Wöhrl. 2002 wurde das Unternehmen in eine Familien-AG umgewandelt. Seit 1. Januar 2012 steht Olivier Wöhrl für die dritte Generation der Unternehmerfamilie in der Führung der Rudolf Wöhrl AG.
Anfang 2013 wurde berichtet, dass die Rudolf Wöhrl AG SinnLeffers übernimmt. Letztendlich wurde SinnLeffers aber von der Familie Gerhard Wöhrl übernommen, die zu diesem Zeitpunkt auch die Mehrheit der Anteile an der Wöhrl AG besaß.
Im Jahr 2016 meldete das Unternehmen Insolvenz an, woraufhin am 6. September 2016 ein Schutzschirmverfahren zur Unternehmensrestrukturierung eingeleitet wurde. Im Rahmen der Unternehmenssanierung entschloss sich das Unternehmen, vier defizitäre Modehäuser zu schließen, darunter mit Roth auch den ersten Nachkriegsstandort. Insgesamt waren rund 150 Mitarbeiter betroffen.
In einem Bieterverfahren erhielt Christian Greiner, Enkel des Firmengründers Rudolf Wöhrl und Vorstand der Ludwig Beck AG, den Zuschlag und erwarb im Mai 2017 alle verbliebenen Filialen. Die Mitarbeiter wurden weiter beschäftigt. Greiner wurde dabei von seinem Vater Hans Rudolf Wöhrl, Inhaber der Intro-Gruppe, unterstützt, obwohl dieser seinem Sohn zuvor von einer Beteiligung in das insolvente Unternehmen abriet. Der Betrieb wird als Rudolf Wöhrl SE fortgeführt.
Gut ein Jahr nach der Übernahme konnte die Rudolf Wöhrl SE wieder schwarze Zahlen vermelden. Von 2019 bis 2022 wurde das Nürnberger Stammhaus mit einer Investition von 40 Millionen Euro im laufenden Betrieb modernisiert und auf gesamt 30.000 Quadratmeter ausgebaut. Das neue Kaufhaus-Konzept wurde 2023 für die Vielfalt an Sortimenten und Serviceangeboten vom Handelsverband Deutschland mit dem Preis „Store of the Year“ in der Kategorie Fashion ausgezeichnet.